# Список астероїдів (85301—85400)
| Назва                       | Тимчасове позначення | Дата відкриття    | Місце відкриття                | Відкривач                        |
| --------------------------- | -------------------- | ----------------- | ------------------------------ | -------------------------------- |
| (85301) 1994 UM5            | 1994 UM5             | 28 жовтня 1994    | Обсерваторія Кітт-Пік          | Spacewatch                       |
| (85302) 1994 VM             | 1994 VM              | 1 листопада 1994  | Обсерваторія Оїдзумі           | Такао Кобаяші                    |
| (85303) 1994 VN1            | 1994 VN1             | 4 листопада 1994  | Обсерваторія Оїдзумі           | Такао Кобаяші                    |
| (85304) 1994 VS1            | 1994 VS1             | 3 листопада 1994  | Обсерваторія Оїдзумі           | Такао Кобаяші                    |
| (85305) 1994 VX4            | 1994 VX4             | 5 листопада 1994  | Обсерваторія Кітт-Пік          | Spacewatch                       |
| (85306) 1994 VL8            | 1994 VL8             | 7 листопада 1994  | Паломарська обсерваторія       | Керолін Шумейкер                 |
| (85307) 1994 WN             | 1994 WN              | 25 листопада 1994 | Обсерваторія Оїдзумі           | Такао Кобаяші                    |
| 85308 Atsushimori           | 1994 WG4             | 30 листопада 1994 | Обсерваторія Кума Коґен        | Акімаса Накамура                 |
| (85309) 1994 WO4            | 1994 WO4             | 26 листопада 1994 | Обсерваторія Кітт-Пік          | Spacewatch                       |
| (85310) 1994 WH5            | 1994 WH5             | 28 листопада 1994 | Обсерваторія Кітт-Пік          | Spacewatch                       |
| (85311) 1994 WK8            | 1994 WK8             | 28 листопада 1994 | Обсерваторія Кітт-Пік          | Spacewatch                       |
| (85312) 1994 YB1            | 1994 YB1             | 28 грудня 1994    | Обсерваторія Оїдзумі           | Такао Кобаяші                    |
| (85313) 1994 YU1            | 1994 YU1             | 31 грудня 1994    | Обсерваторія Оїдзумі           | Такао Кобаяші                    |
| (85314) 1995 AY1            | 1995 AY1             | 7 січня 1995      | Обсерваторія Кітт-Пік          | Spacewatch                       |
| (85315) 1995 BE             | 1995 BE              | 20 січня 1995     | Обсерваторія Оїдзумі           | Такао Кобаяші                    |
| (85316) 1995 BA4            | 1995 BA4             | 28 січня 1995     | Обсерваторія Кітт-Пік          | Стефен Ларсон, Карл Гердженротер |
| 85317 Легар (Lehar)         | 1995 BB16            | 30 січня 1995     | Обсерваторія Карла Шварцшильда | Ф. Бернґен                       |
| (85318) 1995 DX4            | 1995 DX4             | 21 лютого 1995    | Обсерваторія Кітт-Пік          | Spacewatch                       |
| (85319) 1995 EJ4            | 1995 EJ4             | 2 березня 1995    | Обсерваторія Кітт-Пік          | Spacewatch                       |
| 85320 Бертрам (Bertram)     | 1995 EP8             | 4 березня 1995    | Обсерваторія Карла Шварцшильда | Ф. Бернґен                       |
| (85321) 1995 FK7            | 1995 FK7             | 25 березня 1995   | Обсерваторія Кітт-Пік          | Spacewatch                       |
| (85322) 1995 GS5            | 1995 GS5             | 6 квітня 1995     | Обсерваторія Кітт-Пік          | Spacewatch                       |
| (85323) 1995 GF8            | 1995 GF8             | 8 квітня 1995     | Обсерваторія Кітт-Пік          | Томас Балонек                    |
| (85324) 1995 HX2            | 1995 HX2             | 25 квітня 1995    | Обсерваторія Кітт-Пік          | Spacewatch                       |
| (85325) 1995 MO1            | 1995 MO1             | 22 червня 1995    | Обсерваторія Кітт-Пік          | Spacewatch                       |
| (85326) 1995 OR6            | 1995 OR6             | 24 липня 1995     | Обсерваторія Кітт-Пік          | Spacewatch                       |
| (85327) 1995 OR15           | 1995 OR15            | 26 липня 1995     | Обсерваторія Кітт-Пік          | Spacewatch                       |
| (85328) 1995 PA             | 1995 PA              | 1 серпня 1995     | Обсерваторія Клеть             | Мілош Тіхі, Зденек Моравец       |
| (85329) 1995 PQ             | 1995 PQ              | 2 серпня 1995     | Обсерваторія Наті-Кацуура      | Йошісада Шімідзу, Такеші Урата   |
| (85330) 1995 QO             | 1995 QO              | 23 серпня 1995    | Обсерваторія Ондржейов         | Ленка Коткова                    |
| (85331) 1995 QA13           | 1995 QA13            | 22 серпня 1995    | Обсерваторія Кітт-Пік          | Spacewatch                       |
| (85332) 1995 SH4            | 1995 SH4             | 29 вересня 1995   | Огляд Каталіна                 | Тімоті Спар                      |
| (85333) 1995 SN13           | 1995 SN13            | 18 вересня 1995   | Обсерваторія Кітт-Пік          | Spacewatch                       |
| (85334) 1995 SY13           | 1995 SY13            | 18 вересня 1995   | Обсерваторія Кітт-Пік          | Spacewatch                       |
| (85335) 1995 SB15           | 1995 SB15            | 18 вересня 1995   | Обсерваторія Кітт-Пік          | Spacewatch                       |
| (85336) 1995 SJ27           | 1995 SJ27            | 19 вересня 1995   | Обсерваторія Кітт-Пік          | Spacewatch                       |
| (85337) 1995 SW34           | 1995 SW34            | 22 вересня 1995   | Обсерваторія Кітт-Пік          | Spacewatch                       |
| (85338) 1995 SX37           | 1995 SX37            | 24 вересня 1995   | Обсерваторія Кітт-Пік          | Spacewatch                       |
| (85339) 1995 ST38           | 1995 ST38            | 24 вересня 1995   | Обсерваторія Кітт-Пік          | Spacewatch                       |
| (85340) 1995 SV42           | 1995 SV42            | 25 вересня 1995   | Обсерваторія Кітт-Пік          | Spacewatch                       |
| (85341) 1995 SL49           | 1995 SL49            | 22 вересня 1995   | Обсерваторія Кітт-Пік          | Spacewatch                       |
| (85342) 1995 SP52           | 1995 SP52            | 29 вересня 1995   | Обсерваторія Кітт-Пік          | Spacewatch                       |
| (85343) 1995 SX53           | 1995 SX53            | 30 вересня 1995   | Огляд Каталіна                 | Карл Гердженротер                |
| (85344) 1995 SB64           | 1995 SB64            | 26 вересня 1995   | Обсерваторія Кітт-Пік          | Spacewatch                       |
| (85345) 1995 SH65           | 1995 SH65            | 25 вересня 1995   | Обсерваторія Кітт-Пік          | Spacewatch                       |
| (85346) 1995 SE71           | 1995 SE71            | 19 вересня 1995   | Обсерваторія Кітт-Пік          | Spacewatch                       |
| (85347) 1995 SU82           | 1995 SU82            | 23 вересня 1995   | Обсерваторія Кітт-Пік          | Spacewatch                       |
| (85348) 1995 SV82           | 1995 SV82            | 23 вересня 1995   | Обсерваторія Кітт-Пік          | Spacewatch                       |
| (85349) 1995 UP11           | 1995 UP11            | 17 жовтня 1995    | Обсерваторія Кітт-Пік          | Spacewatch                       |
| (85350) 1995 UN13           | 1995 UN13            | 17 жовтня 1995    | Обсерваторія Кітт-Пік          | Spacewatch                       |
| (85351) 1995 UC18           | 1995 UC18            | 18 жовтня 1995    | Обсерваторія Кітт-Пік          | Spacewatch                       |
| (85352) 1995 UR43           | 1995 UR43            | 25 жовтня 1995    | Обсерваторія Кітт-Пік          | Spacewatch                       |
| (85353) 1995 UE46           | 1995 UE46            | 20 жовтня 1995    | Коссоль                        | Ерік Вальтер Ельст               |
| (85354) 1995 UA67           | 1995 UA67            | 17 жовтня 1995    | Обсерваторія Кітт-Пік          | Spacewatch                       |
| (85355) 1995 VN17           | 1995 VN17            | 15 листопада 1995 | Обсерваторія Кітт-Пік          | Spacewatch                       |
| (85356) 1995 WA3            | 1995 WA3             | 20 листопада 1995 | Фарра-д'Ізонцо                 | Фарра-д'Ізонцо                   |
| (85357) 1995 WW9            | 1995 WW9             | 16 листопада 1995 | Обсерваторія Кітт-Пік          | Spacewatch                       |
| (85358) 1995 WJ12           | 1995 WJ12            | 16 листопада 1995 | Обсерваторія Кітт-Пік          | Spacewatch                       |
| (85359) 1995 WQ15           | 1995 WQ15            | 17 листопада 1995 | Обсерваторія Кітт-Пік          | Spacewatch                       |
| (85360) 1995 WM16           | 1995 WM16            | 17 листопада 1995 | Обсерваторія Кітт-Пік          | Spacewatch                       |
| (85361) 1995 WO16           | 1995 WO16            | 17 листопада 1995 | Обсерваторія Кітт-Пік          | Spacewatch                       |
| (85362) 1995 WR32           | 1995 WR32            | 20 листопада 1995 | Обсерваторія Кітт-Пік          | Spacewatch                       |
| (85363) 1995 WY36           | 1995 WY36            | 21 листопада 1995 | Обсерваторія Кітт-Пік          | Spacewatch                       |
| (85364) 1995 YD7            | 1995 YD7             | 16 грудня 1995    | Обсерваторія Кітт-Пік          | Spacewatch                       |
| (85365) 1995 YB9            | 1995 YB9             | 18 грудня 1995    | Обсерваторія Кітт-Пік          | Spacewatch                       |
| (85366) 1996 AY13           | 1996 AY13            | 15 січня 1996     | Обсерваторія Кітт-Пік          | Spacewatch                       |
| (85367) 1996 AO17           | 1996 AO17            | 13 січня 1996     | Обсерваторія Кітт-Пік          | Spacewatch                       |
| (85368) 1996 CQ7            | 1996 CQ7             | 14 лютого 1996    | Обсерваторія Азіаґо            | Уліссе Мунарі, Маура Томбеллі    |
| (85369) 1996 DX2            | 1996 DX2             | 26 лютого 1996    | Чорч Стреттон                  | Стівен Лорі                      |
| (85370) 1996 EW7            | 1996 EW7             | 11 березня 1996   | Обсерваторія Кітт-Пік          | Spacewatch                       |
| (85371) 1996 EV8            | 1996 EV8             | 12 березня 1996   | Обсерваторія Кітт-Пік          | Spacewatch                       |
| (85372) 1996 EO12           | 1996 EO12            | 13 березня 1996   | Обсерваторія Кітт-Пік          | Spacewatch                       |
| (85373) 1996 FC1            | 1996 FC1             | 19 березня 1996   | Обсерваторія Галеакала         | NEAT                             |
| (85374) 1996 FC4            | 1996 FC4             | 22 березня 1996   | Обсерваторія Галеакала         | AMOS                             |
| (85375) 1996 GY4            | 1996 GY4             | 11 квітня 1996    | Обсерваторія Кітт-Пік          | Spacewatch                       |
| (85376) 1996 GU14           | 1996 GU14            | 12 квітня 1996    | Обсерваторія Кітт-Пік          | Spacewatch                       |
| (85377) 1996 GZ17           | 1996 GZ17            | 15 квітня 1996    | Обсерваторія Ла-Сілья          | Ерік Вальтер Ельст               |
| (85378) 1996 GD19           | 1996 GD19            | 15 квітня 1996    | Обсерваторія Ла-Сілья          | Ерік Вальтер Ельст               |
| (85379) 1996 HY24           | 1996 HY24            | 20 квітня 1996    | Обсерваторія Ла-Сілья          | Ерік Вальтер Ельст               |
| (85380) 1996 JS             | 1996 JS              | 13 травня 1996    | Обсерваторія Галеакала         | NEAT                             |
| (85381) 1996 JL15           | 1996 JL15            | 13 травня 1996    | Обсерваторія Кітт-Пік          | Spacewatch                       |
| (85382) 1996 LJ2            | 1996 LJ2             | 8 червня 1996     | Обсерваторія Кітт-Пік          | Spacewatch                       |
| (85383) 1996 MS             | 1996 MS              | 22 червня 1996    | Обсерваторія Галеакала         | NEAT                             |
| (85384) 1996 NZ             | 1996 NZ              | 14 липня 1996     | Обсерваторія Галеакала         | NEAT                             |
| (85385) 1996 NJ5            | 1996 NJ5             | 14 липня 1996     | Обсерваторія Ла-Сілья          | Ерік Вальтер Ельст               |
| 85386 Payton                | 1996 OU2             | 26 липня 1996     | Обсерваторія Галеакала         | AMOS                             |
| (85387) 1996 PF7            | 1996 PF7             | 8 серпня 1996     | Обсерваторія Ла-Сілья          | Ерік Вальтер Ельст               |
| (85388) 1996 PU9            | 1996 PU9             | 11 серпня 1996    | Обсерваторія Наніо             | Томімару Окуні                   |
| 85389 Розенауер (Rosenauer) | 1996 QE1             | 22 серпня 1996    | Обсерваторія Клеть             | Яна Тіха, Мілош Тіхі             |
| (85390) 1996 QZ2            | 1996 QZ2             | 18 серпня 1996    | Коссоль                        | Ерік Вальтер Ельст               |
| (85391) 1996 RW11           | 1996 RW11            | 8 вересня 1996    | Обсерваторія Кітт-Пік          | Spacewatch                       |
| (85392) 1996 RR13           | 1996 RR13            | 8 вересня 1996    | Обсерваторія Кітт-Пік          | Spacewatch                       |
| (85393) 1996 RF17           | 1996 RF17            | 13 вересня 1996   | Обсерваторія Кітт-Пік          | Spacewatch                       |
| (85394) 1996 RT32           | 1996 RT32            | 15 вересня 1996   | Обсерваторія Ла-Сілья          | Упсала-DLR трояновий огляд       |
| (85395) 1996 SQ4            | 1996 SQ4             | 20 вересня 1996   | Станція Сінлун                 | SCAP                             |
| (85396) 1996 SB7            | 1996 SB7             | 21 вересня 1996   | Станція Сінлун                 | SCAP                             |
| (85397) 1996 TN3            | 1996 TN3             | 6 жовтня 1996     | Обсерваторія Кінґ-Сіті         | Роберт Сенднес                   |
| (85398) 1996 TH6            | 1996 TH6             | 5 жовтня 1996     | Станція Сінлун                 | SCAP                             |
| (85399) 1996 TG8            | 1996 TG8             | 8 жовтня 1996     | Обсерваторія Галеакала         | NEAT                             |
| (85400) 1996 TD10           | 1996 TD10            | 8 жовтня 1996     | Обсерваторія Наніо             | Сатору Отомо                     |